# Afogados da Ingazeira
Afogados da Ingazeira is een gemeente in de Braziliaanse deelstaat Pernambuco. De gemeente telt 35.528 inwoners (schatting 2009).
De plaats is zetel van het rooms-katholieke bisdom Afogados da Ingazeira.
De gemeente grenst aan Solidão, Tabira, Iguaraci en Carnaíba.